# Česká paraboxerská asociace
Česká paraboxerská asociace (CPA) je česká organizace, která sdružuje a zároveň připravuje handicapované boxery upoutané na invalidní vozík a všechny handicapované zájemce o box, tedy parabox. Organizace byla zaregistrovaná Ministerstvem vnitra České republiky dne 20. května 2013 a vznikla za účelem rozšíření sportovní základny pro handicapované sportovce a je jednou z prvních oficiálních organizací tohoto typu ve světě.[zdroj?]

## Trénink
Trénink paraboxu se svojí strukturou nijak neliší od klasického boxerského tréninku, je pouze uzpůsoben potřebám sportovců na vozíku. Trénink začíná zahřátím pohybového aparátu, dále pokračuje stínovým boxem, tedy boxem proti imaginárnímu soupeři. Podle struktury a plánu se pokračuje se sparingy, simulací skutečného zápasu, dále nácviky boxerských technik, práce na aparátech, tedy boxovacích pytlích a lapách, posilovací cviky a konečné protažení a relaxace.

## Zakladatelé
Terezie Krejbychová (prezidentka a jednatelka CPA) - trenérka a rozhodčí České boxerské asociace, podílela se i na přípravě paralympijského sportovce.
Eva Líšková (viceprezidentka CPA) - bývalá reprezentační trenérka boxerek České boxerské asociace a držitelka několika medailí a pásů v kontaktních sportech.
Vladimíra Malíková (tajemnice CPA) - několikanásobná mistryně ČR v boxu.